# Stefan Overgaard
Stefan Overgaard (1978) è un ex sciatore alpino canadese.

## Biografia
Overgaard, originario di North Bay, in Nor-Am Cup esordì il 26 febbraio 1995 a Georgian Peaks in slalom speciale, senza completare la prova, ottenne l'unico podio il 27 febbraio 2000 a Snowbasin in supergigante (2º) e prese per l'ultima volta il via il 17 dicembre 2003 a Lake Louise nella medesima specialità (43º). Si ritirò al termine della stagione 2003-2004 e la sua ultima gara fu uno slalom gigante FIS disputato il 4 marzo a Georgian Peaks; non debuttò in Coppa del Mondo né prese parte a rassegne olimpiche o iridate.

## Palmarès

### Nor-Am Cup
- Miglior piazzamento in classifica generale: 15º nel 2000
- 1 podio:
  - 1 secondo posto